# Falkon
فالْکِن یا فَلکِن «Falkon» با نام سابق QupZilla، یک مرورگر وب آزاد و متن‌باز مبتنی بر چارچوب نرم‌افزاری کیوت است. این مرورگر از موتور چیدمان بلینک استفاده می‌کند. در فبریه ۲۰۱۸ نام این مرورگر به Falkon تغییر کرد و به پروژهٔ KDE پیوست.

## تاریخچه
این مرورگر در ابتدا به عنوان یک پروژه تحقیقاتی در سال ۲۰۱۰ شروع به کار کرد. نسخه‌های اولیه به زبان برنامه‌نویسی پایتون با استفاده از کتابخانه پای‌کیوت نوشته شده بودند. اما در سال ۲۰۱۱ کل پروژه به زبان سی++ بازنویسی شد تا نرم‌افزار بیشتر قابل حمل باشد.